# Neutron Star Collision (Love Is Forever)
Neutron Star Collision (Love Is Forever) je píseň britské rockové skupiny Muse. Píseň se nachází soundtracku k třetímu díly ságy Stmívání The Twilight Saga: Eclipse: Original Motion Picture Soundtrack. Produkce se ujal producent Butch Vig. Píseň napsal Matthew Bellamy.

## Hitparáda
| Země           | Umístění |
| -------------- | -------- |
| Austrálie      | 37       |
| Irsko          | 35       |
| Velká Británie | 11       |
| Nový Zéland    | 27       |
| Evropa         | 31       |
| Kanada         | 60       |
| USA            | 77       |
| Česko          | 28       |